# Nick Praskaton
Nick Praskaton (njem. Nick Knatterton) njemački je strip junak, autora Manfreda Schmidta (1913. – 1999.). Puno mu je ime Nikolaus Kuno Freiherr von Knatter. Rođen je u malenom gradiću Kyritzu u njemačkoj saveznoj državi Brandenburg, a roditelji su mu Casimir Kuno von Knatter i Corinna Pimpsberg. Nick je po zanimanju privatni istražitelj, a radnja stripa odvija se 50-ih godina 20. stoljeća u Njemačkoj i uglavnom aludira na razne političke afere toga vremena.
Nick uvijek puši lulu, a svojim odjevanjem podsjeća na Sherlocka Holmesa. Ime mu ukazuje na još jednog izmišljenog detektiva, Nicka Cartera, kao i na filmskog lika Nata Pinkertona. Iako priča ima elemente humora, Nickove pustolovine mogu se smatrati ozbiljnim detektivskim pričama.

## Karakterizacija lika
Praskaton je predstavljen kao oličenje sposobnog i učinkovitog privatnog istražitelja. Iako posjeduje dobru tjelesnu građu, nema veliku fizičku snagu, a ne posjeduje niti specijalne uređaje (kao primjerice James Bond). Nickova jedinstvenost očituje se u njegovim sposobnostima zaključivanja, osjetilima, pamćenjem i velikim znanjem o raznim područjima.

## Slučajevi
Kako je već uobičajeno u njemačkim detektivskim pričama, tako i Nick uglavnom surađuje s aristokratskim obiteljima koje žele sačuvati svoj javni ugled.

## Lokacije
Lokacija koja se ponavlja u većini priča je bar provokativnog imena Alibi bar, gdje se okupljaju razni likovi. Mnogo puta Praskaton bi riješio slučaj posjetivši baš to mjesto.

## Nick Praskaton izvan stripa
Osim u stripu, Nick se pojavljuje u kratkometražnim crtanim fimovima, filmovima i radio dramama.
Strip je počeo izlaziti 1950. godine, godine 1959. snimljen je film „Nick Knattertons Abenteuer – Der Raub der Gloria Nylon“ a godine 1977. pojavljuje se i crtani film. Godine 2002. izlazi i drugi film, naslova „Nick Knatterton – Der Film“. Nick Praskaton 2007. i 2008. dobio je i dio radijskog prostora, u obliku izvođenja radio drama.